# Lophosia costalis
Lophosia costalis är en tvåvingeart som först beskrevs av Townsend 1928.  Lophosia costalis ingår i släktet Lophosia och familjen parasitflugor. Inga underarter finns listade i Catalogue of Life.